# Fotografia na Ucrânia
A fotografia, como ramo da ciência, tecnologia e arte, desenvolveu-se na Ucrânia de diferentes formas, visto que historicamente as terras se dividiram entre dois impérios: a Rússia e a Áustria. Isso levou a algumas diferenças nos objectivos das sociedades fotográficas, no papel tecnológico e social da fotografia na Ucrânia.